# Françoise Brun-Vézinet
Françoise Brun-Vézinet est une virologue française qui a participé à la découverte du virus de l'immunodéficience humaine (VIH).

## Biographie
En 1982, elle travaille avec Willy Rozenbaum de l'hôpital Bichat-Claude-Bernard à Paris. C'est grâce à elle que Willy Rozenbaum entre en contact avec les rétrovirologues de l'Institut Pasteur comme Jean-Claude Chermann. Elle est une des signataires de l'article de Science du 20 mai 1983 qui est la date officielle de la découverte du VIH.
BNF=
En tant que virologue travaillant en milieu hospitalier, elle a accès à nombre de patients infectés par le VIH, elle transmet des échantillons de sang à l'Institut Pasteur. C'est à ce titre qu'elle contribue en 1985 à la mise au point des premiers tests VIH.
Elle a dirigé le laboratoire de virologie de l'hôpital Bichat-Claude-Bernard.